# 도곡동 대림 아크로빌
도곡동 대림 아크로빌(영어: Dogok-dong Daelim Acrovil), 도곡동 대림 아크로텔(영어: Dogok-dong Daelim Acrotel) 또는 대림 아크로빌(영어: Daelim Acrovil), 대림 아크로텔(영어: Daelim Acrotel)은 대한민국 서울특별시 강남구 도곡동에 위치한 초고층 아파트이다. 총 아파트 2개동과 오피스텔 1개동으로 구성되어 있다. A동, B동은 아파트고 C동은 오피스텔이다. 1995년에 착공하여 1999년에 완공하였다. 지상 46층, 지하 6층이다. 대림산업이 건설하였다.

## 역사
1995년 10월 5일에 허가되었고 12월 11일에 착공하였다. 1997년에 분양한다고 나와 있다. 지상 46층, 지하 6층 아파트 2개동과 지상 32층 오피스텔 1개동이 건설중이다. 국내 최초로 초고층 인텔리전트 아파트가 들어선다. 1999년에 미래형 최첨단 아파트, 인텔리전트 아파트, 미래형 최첨단 오피스텔, 인텔리전트 오피스텔이 완공되었고 11월에 입주하였다. 오피스텔 입주일이 아파트 입주일과 같다.

## 구성
도곡동 대림 아크로빌의 구성이다.
| 동 명칭 | 층수 | 높이 |
| ------- | ---- | ---- |
| A동     | 46층 | 163m |
| B동     | 46층 | 163m |
| C동     | 32층 | 132m |

## 높이
아파트 높이는 163m이고 아크로텔 높이는 132m이다. 아파트 2개 동이 오피스텔보다 높고 오피스텔이 아파트 2개동보다 낮다. 아파트 완공 당시 높은 아파트가 되었다. 오피스텔 완공 당시 높은 오피스텔이 되었다. 2002년까지 강남구에서 가장 높은 오피스텔이었다.

## 특징
미래형 최첨단 아파트다. 국내 최초 초고층 인텔리전트 아파트다. 미래형 최첨단 오피스텔이다. 인텔리전트 오피스텔이다. 일명 도곡동 로얄블럭에 (타워팰리스, 아카데미 스위트 등이) 있는 주상복합 아파트로 이름값 높은 타워팰리스에 묻혀 널리 알려지진 않았지만 내부 시설이나 시세가 타워팰리스와 비등비 등 할 정도로 높은 퀄리티와 가격을 형성하는걸로 알려져 있고 실제로 도곡동 주민들 사이에선 도곡 아크로빌과 타워팰리스 1차와 2차에 사는 거주자들은 다른급이라고 암암리에 전해진다고 한다.
난방방식은 난방, 도시가스다. 엘리베이터는 27대가 있다. A동, B동, C동에 승객용 8대와 비상용 1대가 있다. 주차대수는 1662대(세대당 3.39대)다.

## 내부 시설

### 대림 아크로빌
| 층수                | 용도                                                             |
| ------------------- | ---------------------------------------------------------------- |
| 21층 ~ 46층         | 아파트                                                           |
| 20층                | 아파트, W/T                                                      |
| 3층 ~ 19층          | 아파트                                                           |
| 2층                 | 부대편의시설(독서실, 놀이방, 세탁실, 노래방, 클럽하우스, 연회장) |
| 1층                 | 호텔식 로비                                                      |
| 지하 1층            | 스포츠센터(골프장, 수영장, 헬스장, 사우나(건식.습식.탕)          |
| 지하 5층 ~ 지하 2층 | 지하주차장                                                       |
| 지하 6층            | 중앙공급실, 지하주차장                                           |

### 대림 아크로텔
| 층수                | 용도                           |
| ------------------- | ------------------------------ |
| 10층 ~ 46층         | 오피스텔                       |
| 9층                 | 오피스텔(사무소), 근린생활시설 |
| 5층 ~ 8층           | 오피스텔                       |
| 4층                 | 제2종근린생활시설, 오피스텔    |
| 3층                 | 오피스텔                       |
| 2층                 | 근린생활시설, 주민공동시설     |
| 1층                 | 로비, 오피스텔, 근린생활시설   |
| 지하 6층 ~ 지하 1층 | 지하주차장                     |

## 같이 보기
- 서울특별시의 마천루 목록
- 서울 강남구의 마천루 목록